# Simfonia núm. 5 (Xostakóvitx)
La Simfonia núm. 5 en re menor, op. 47, de Dmitri Xostakóvitx és una obra per a orquestra composta entre l'abril i el juliol de 1937. La seva primera actuació va ser el 21 de novembre de 1937 a Leningrad per l'⁣Orquestra Filharmònica de Leningrad sota la direcció de Ievgueni Mravinski.
L'estrena va ser un «èxit triomfal» que va agradar tant al públic com a la crítica oficial, rebent una ovació que va durar més de mitja hora. Diversos crítics occidentals la van rebutjar, considerant-la una obra sotmesa a les exigències polítiques del règim. Tot i així, amb el temps s’ha evidenciat que la Cinquena conserva una veu pròpia i universal, capaç d’emocionar qualsevol públic, independentment de l’època o el context. Sigui perquè el seu estil va estar marcat per les pressions polítiques o perquè va néixer d’una convicció íntima, el fet és que aquesta obra s’ha consolidat com la més apreciada de les quinze simfonies del compositor i, probablement, com la seva peça més emblemàtica.

## Origen i context
A mitjans dels anys trenta, Xostakóvitx travessava un període de recerca creativa mentre intentava definir un llenguatge musical propi que li permetés estructurar obres simfòniques de gran envergadura. El seu amic proper, Ivan Sol·lertinski, li va descobrir la música de Gustav Mahler, i ell, alhora, experimentava amb corrents modernistes d’Europa occidental, influït parcialment per Kurt Weill i el jove Hindemith. Fruit d’aquestes exploracions van ser els 24 Preludis per a piano, op. 34 (1933), el Concert per a piano núm. 1, op. 35 (1933), la Sonata per a violoncel, op. 40 (1934) i, sobretot, l’òpera Lady Macbeth de Mtsensk, op. 29 (1932). Algunes d’aquestes obres es caracteritzen per l’ús de dissonàncies extremes i un esperit satíric provocador.
El desembre de 1935, alts càrrecs polítics van assistir a una representació de Lady Macbeth, que havia tingut molt d’èxit durant dos anys. En aquell moment, Xostakóvitx treballava en la Quarta Simfonia. Però el 28 de gener de 1936, el diari 'Pravda' va publicar un article titulat 'Caos en lloc de música', on denunciava durament les seves obres experimentals, especialment Lady Macbeth. L’obra va ser titllada d’anti-soviètica, perjudicial, vulgar i extravagant, mancada de melodia i considerada «una monstruositat esquerranosa» amb una trama «grollera, primitiva i indecent». La condemna oficial afirmava que la seva música s’apartava dels nous preceptes del realisme socialista, que exigien «una creació musical concisa, clara i fidel que reflectís adequadament la realitat del socialisme». Aquest atac deixava clar que els compositors soviètics no gaudirien de llibertat artística.
Després d'aquest afer, Xostakóvitx es trobava davant un futur professional incert a causa del descontentament del govern estalinista. Xostakóvitx es va veure immers en una tempesta de crítiques per part de les autoritats soviètiques. Enmig de les esgarrifoses purgues de la dictadura de Stalin i amb el clar advertiment que ni tan sols el compositor més destacat de Rússia estava fora de perill, Xostakóvitx es va veure obligat a reformular el seu estil musical per evitar la censura oficial. Aquest tipus de censura no només podia truncar la carrera d’un compositor, sinó que també posava en risc la seva pròpia supervivència.
Tot i la polèmica, Xostakóvitx va continuar treballant en la seva Quarta Simfonia, que va entrar en assaig el desembre de 1936 amb la Filharmònica de Leningrad sota la direcció de Fritz Stiedry. Però, després de deu assajos, el compositor va decidir retirar-la i cancel·lar-ne l’estrena seguint les recomanacions dels seus amics.
Per recuperar el favor de les autoritats, Xostakóvitx va compondre una obra que s'ajustés als principis del realisme socialista. La Cinquena Simfonia, creada en tan sols tres mesos el 1937, semblava complir aquesta funció. Les autoritats soviètiques van decidir restaurar l'alt estatus de Xostakóvitx, probablement perquè consideraven que la seva simfonia tenia un caràcter programàtic. El compositor va definir la Cinquena Simfonia com «la resposta pràctica i creativa d’un artista soviètic a una crítica legítima». En el pròleg de la partitura, va explicar: «El fil conductor de la meva simfonia és l’equilibri d’una personalitat. Al cor de l’obra—plantejada amb un enfocament líric de principi a fi—hi vaig situar un home amb totes les seves vivències. El finale transforma la tensió tràgica dels moviments anteriors en una expressió d’optimisme i celebració de la vida».

## Estructura

### Primer moviment:Moderato
El primer moviment, en re menor, és en forma sonata. L'exposició s'obre amb una figura de corda "extenuant" en cànon de sisenes menors ascendents i descendents que ràpidament es redueixen a terceres menors.
El ritme puntejat de l'obertura persisteix mentre un primer tema líric és tocat pels primers violins. Aquest tema es presenta com un motiu descendent de cinc tons als compassos 6-7, però Xostakóvitx ja l'havia utilitzat en el segon moviment de la Quarta Simfonia (compàs 318-321), que va ser reconegut com una cita de la cançó de Gustav Mahler Des Antonius von Padua Fischpredigt, de Des Knaben Wunderhorn; concretament, la línia “Va als rius i predica als peixos”. En la seva aparença original, aquesta cita de Mahler es juxtaposa amb una cita de "La Internacional", que també estava oculta als compassos 25-30 del primer moviment de la 4a simfonia, amb l'efecte de representar la inutilitat del “sermó” socialista.
Per a l'aparició d'aquesta cita a la cinquena simfonia, el motiu de Mahler de cinc tons es presenta en un total de 15 variants en el primer i tercer moviment, i és testimoni del triomf secret de Xostakóvitx en poder descriure la doctrina del partit que havia silenciat el seu treball anterior com un sermó completament inútil. Per tant, aquesta visió provocativa forma part de la "resposta creativa d'un artista soviètic a la crítica justificada" de Xostakóvitx. Tanmateix, com que la Quarta Simfonia havia estat retirada abans de l'estrena el 1936 i només es va poder presentar al públic 25 anys més tard, el context extramusical es va perdre quan es va estrenar a Leningrad la 5a simfonia. Només més tard s'ha descobert aquesta connexió entre la Quarta i la Cinquena simfonia, que soscava les exigències del "realisme socialista".
El primer tema es repeteix diverses vegades en combinació amb el motiu d'obertura, i varia molt amb noves demarcacions i penetracions. Hi ha una gran variació i enllaç de tots els elements, fent l'efecte d'un sol procés continu.
El tema secundari (mm. 50-120) ofereix el contrast més gran possible amb el tema principal. El tempo és més fluid, i els tons sostinguts del tema secundari estan units per amplis intervals: octaves, quartes, setenes en comptes de les segones dominants que es troben al primer tema. La senzillesa preval sobre la complexitat, ja que la melodia lírica de gran abast s'acompanya d'acords en un ritme continu i una mica viu.
Una figura acompanyant pren la iniciativa al començament del poderós desenvolupament. Només ara el tempo d'aquest moviment arriba a Allegro. Els temes de l'exposició apareixen en augment i disminució en conflictes contrapuntístics amb ells mateixos. El material temàtic es transforma en una marxa ràpida grotescament distorsionada en un ampli desenvolupament amb tambors i trompetes militars. Després de diverses sortides en fals, a partir del m. 157 el segon tema intervé en l'acció.
En la recapitulació, que es veu molt reduïda en comparació amb l'exposició, els temes escoltats anteriorment tornen de nou de manera idèntica o una mica variada. Cap al final del moviment, el segon tema se sent de nou en forma d'un cànon tocat per la flauta i la trompa, després el mateix material és interpretat pel violí i el flautí. El moviment acaba amb la celesta interpretant una figura que s'aixeca i s'esvaeix lentament.
En general, el drama interior del primer moviment es pot descriure com un joc entre la lamentació i el dol, que contrasta amb una "partida per a la batalla" que arriba al seu clímax amb l'entrada de la recapitulació. Al final, el resultat d'aquest conflicte resulta ser ambigu i les amenaces que s'acosten encara no s'han resolt.

### Segon moviment:Allegretto
El segon moviment és un scherzo en forma ternària, o forma de minuet i trio, en la menor, però s'assembla més a un ländler que a un minuet o un scherzo.
La primera secció i la seva repetició consisteixen en una seqüència força fluixa i variada de melodies ländler. El moviment s'obre amb una introducció pesada i forta als violoncels i els baixos, seguida d'un solo més suau al clarinet en mi♭ i la trompa francesa, més tard els oboès i, finalment, les cordes. Al final d'aquest desenvolupament, el ländler es torna grotesc i inflat.
El trio té una harmonia peculiar. Els graus I i VII s'alternen en la posició bàsica, de manera que constantment sorgeixen quintes paral·leles. L'efecte no sona com a música popular, sinó més aviat com a música "desgastada".
A la recapitulació, part del material escoltat anteriorment es repeteix amb el piano i staccato, no en veu alta i sostinguda com al principi.
El moviment es tanca en la menor amb quatre compassos fortissimo enriquits canònicament. En general, a l'scherzo li falta innocència i humor; una escolta més propera assegura que la pau no és de fiar, tenint en compte les nombroses modulacions inusuals i les discòrdies ocasionals.

### Tercer moviment:Largo
Xostakóvitx comença aquest moviment amb violins en fa ♯ menor en tres seccions, en lloc de les dues més habituals. El tema inicial el toquen els tercers violins. Segons i primers violins s'afegeixen lentament i continuen la melodia. Després de les trompetes assertives del primer moviment i les trompes estridents del segon, aquest moviment no utilitza cap instrument de metall, de manera que hi ha una paleta de sons limitada. Aquesta secció cedeix a un parell de flautes en contrapunt molt separat, la segona de les quals fa referència al primer tema del primer moviment. A continuació, el solo passa a l'⁣oboè amb acompanyament de la corda. El tercer moviment acaba com el primer, amb un solo de celesta que s'esvaeix a poc a poc. Les cordes es reparteixen al llarg de tot el moviment (3 grups de violins, violes en 2, violoncels en 2 i baixos en 2).
Aquest moviment és la culminació de la resignació, el dol i la lamentació, i tot plegat augmenta al centre del moviment fins a una acusació apassionada del clarinet, xilòfon i piano. El moviment és més semblant a la música de cambra i portat per l'orquestra de corda. La tonalitat és flotant i sovint no es defineix, preval la linealitat lliure i independent de les veus individuals.

### Quart moviment:Allegro non troppo
El finale en re menor, també en forma ternària, difereix molt dels seus predecessors, sobretot pel que fa als motius i a l'estructura melòdica. Diversos temes anteriors de l'obra s'amplien fins a arribar a un nou tema tocat per la trompeta. Aquest nou tema es transmet a les cordes i, finalment, la peça es torna més silenciosa. La secció central és molt més tranquil·la, i finalment se substitueix per una marxa, on les melodies anteriors es toquen amb un toc fúnebre, acompanyades de timbals. La música es construeix a mesura que el nou acompanyament passa dels timbals als instruments de vent fusta i després a les cordes, arribant finalment a un punt en què la peça canvia d'una tonalitat menor a una tonalitat major.

## Visió general

### Composició
La Simfonia cita la cançó Vozrozhdenije de Xostakóvitx (op. 46 núm. 1, composta el 1936–37), sobretot en l'últim moviment; la cançó és l'escenari d'un poema d'⁣Aleksandr Puixkin que tracta la qüestió del renaixement. Aquesta cançó és considerada per alguns com una pista vital per a la interpretació i comprensió de tota la simfonia. A més, els comentaristes han assenyalat que Xostakóvitx va incorporar un motiu de l'Havanera de la Carmen de Bizet al primer moviment, una referència a l'enamorament anterior de Xostakóvitx per Elena Konstantinovskaya, que va rebutjar la seva oferta de matrimoni; posteriorment es va traslladar a Espanya i es va casar amb el fotògraf i director de cinema Roman Karmen.

### Recepció
Amb la Cinquena Simfonia, Xostakóvitx va aconseguir un triomf sense precedents, amb la música que va atreure igualment —i notablement— tant al públic com a la crítica oficial, tot i que la resposta aclaparadora del públic a l'obra va despertar inicialment sospites entre alguns funcionaris. L'aleshores cap de la Filharmònica de Leningrad, Mikhaïl Txulaki, recorda que certes autoritats es van enfadar davant el gest de Mravinski d'aixecar la partitura per sobre del seu cap davant el públic animat, i una actuació posterior va comptar amb la presència de dos oficials clarament hostils, VN Surin i Boris M. Iarustovski, que va intentar reivindicar davant la vocifera ovació davant la simfonia que el públic estava format per partidaris de Xostakóvitx "escollits a mà". No obstant això, les autoritats al seu moment van afirmar que van trobar tot allò que havien exigit a Xostakóvitx restaurat a la simfonia. Mentrestant, el públic l'escoltava com una expressió del patiment al qual havia estat sotmès per Stalin. La mateixa obra va ser rebuda essencialment de dues maneres diferents.

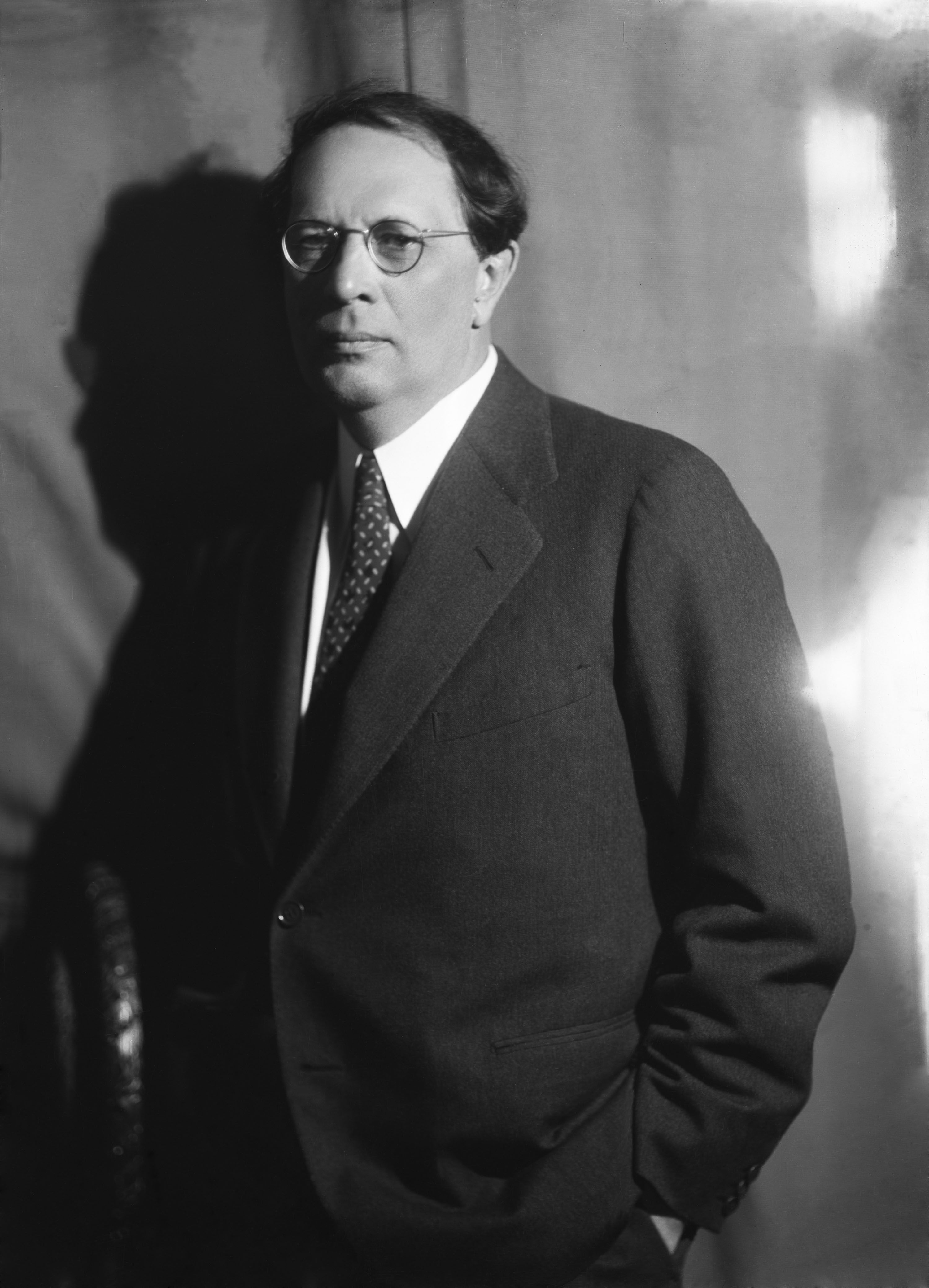
La ressenya d'Aleksei Tolstoi va donar el to oficial a la Cinquena Simfonia.

#### Oficial
Un article del compositor va aparèixer al diari Vechernyaya Moskva el 25 de gener de 1938, pocs dies abans de l'estrena a Moscou de la Cinquena Simfonia:
Entre les crítiques, que sovint analitzaven l'obra amb minuciós detalls, una que em va encantar especialment afirmava que la Cinquena Simfonia era la resposta sense sentit d'un artista soviètic a la crítica justa.
Els crítics oficials van tractar la simfonia com un gir en la carrera del compositor. Igual que l'atac del Pravda en aquell moment a l'òpera Lady Macbeth del districte de Mtsensk, la base política va enaltir la Cinquena Simfonia per mostrar com el Partit podia fer que els artistes s'inclinessin a les seves demandes.
El to oficial cap a la Cinquena Simfonia va ser establert per una ressenya d'Alexei Tolstoi, que va comparar la simfonia amb el gènere literari del Bildungsroman soviètic que descrivia "la formació d'una personalitat", és a dir, d'una personalitat soviètica. En el primer moviment, el compositor-heroi pateix una crisi psicològica que dona lloc a un esclat d'energia. El segon moviment proporciona respir. En el tercer moviment comença a formar-se la personalitat: "Aquí la personalitat se submergeix en la gran època que l'envolta, i comença a ressonar amb l'època". Amb el final, va escriure Tolstoi, va arribar la victòria, "un enorme ascens optimista". Pel que fa a la reacció embadalida de l'audiència davant l'obra, Tolstoi va afirmar que mostrava que la perestroika de Xostakóvitx era sincera. "El nostre públic és orgànicament incapaç d'acceptar l'art decadent, ombrívol i pessimista. El nostre públic respon amb entusiasme a tot allò que és brillant, clar, alegre, optimista, que afirma la vida."
No tothom estava d'acord amb Tolstoi, fins i tot després que un altre article del compositor es fes ressò de les opinions de Tolstoi. Borís Assàfiev va escriure: "Aquesta música inquieta, sensible i evocadora que inspira un conflicte tan gegantesc sembla un relat real dels problemes als quals s'enfronta l'home modern, no un individu o diversos, sinó la humanitat".

#### Públic
Durant la primera actuació de la simfonia, es va informar que la gent havia plorat durant el moviment Largo. La música, impregnada d'una atmosfera de dol, contenia ecos de la panikhida, el rèquiem ortodox rus. També recordava un gènere d'obres simfòniques russes escrites en memòria dels morts, incloses peces de Glazunov, Steinberg, Rimski-Kórsakov i Stravinski.

### La simfonia com a salvació artística
Després que la simfonia s'hagués interpretat a Moscou, Heinrich Neuhaus va qualificar l'obra de "música profunda, significativa, captivadora, clàssica en la integritat de la seva concepció, perfecta en la forma i el domini de l'escriptura orquestral: una música sorprenent per la seva novetat i originalitat, però al mateix temps d'alguna manera inquietantment familiar, tan veritablement i sincerament explica els sentiments humans".
Xostakóvitx va tornar a la forma tradicional de quatre moviments i una orquestra de mida normal. De manera més reveladora, va organitzar cada moviment seguint línies clares, havent conclòs que una simfonia no pot ser una obra viable sense una arquitectura ferma. El modisme harmònic de la cinquena és menys astringent, més tonal que abans i el material temàtic és més accessible. S'ha dit que, a la Cinquena Simfonia, les millors qualitats de la música de Xostakóvitx, com la meditació, l'humor i la grandesa, es barregen en un perfecte equilibri i autorealització.
Si bé la majoria de les actuacions i enregistraments de la simfonia han acabat amb una acceleració gradual de la coda, especialment l'enregistrament de Columbia Records d'octubre de 1959 de Leonard Bernstein amb la Filharmònica de Nova York (després d'una actuació a Moscou en presència del compositor), les interpretacions més recents han reflectit una interpretació diferent. L'amic i col·lega de Xostakóvitx, Mstislav Rostropóvitx, va dirigir els minuts finals d'una manera molt més lenta i suau, sense accelerar mai; ho va fer en una actuació a Rússia amb l'⁣Orquestra Simfònica Nacional i en el seu enregistrament comercial de Teldec. Va dir a CBS que Xostakóvitx havia escrit un "missatge ocult" a la simfonia, que suposadament es recolza en les paraules del compositor a Testimony: «Crec que és evident per a tothom el que passa a la Cinquena. L’alegria és forçada, creada sota amenaça... És com si algú et colpegés amb un bastó i digués: 'La teva tasca és alegrar-te, la teva tasca és alegrar-te', i tu t’aixeques, tremolós, i marxes murmurant: 'La nostra tasca és alegrar-nos, la nostra tasca és alegrar-nos'».
Actualment, la Cinquena és una de les simfonies més populars de Xostakóvitx.

## Instrumentació
| - Piccolo - Flautes 1 i 2 - Oboès 1 i 2 - Clarinet en Mi bemoll - Clarinets 1 i 2 en La i Si bemoll - Fagots 1 i 2 - Contrafagot - Trompes 1, 2, 3 i 4 - Trompetes 1, 2 i 3 en Si bemoll - Tuba | - Timbales - Lira - Xilòfon - Triangle - Caixa tenor (amb bordons) - Bombo - Plats - Tam-tam - Campanes - Vibràfon | - Celesta - Piano - Arpes 1 i 2 - Violins primers - Violins segons - Violes - Violoncels - Contrabaixos |

## Enregistraments notables
Els enregistraments notables d'aquesta simfonia inclouen:
| Orquestra                                                                     | Director                | Segell                                                   | Any                                 | Format      |
| ----------------------------------------------------------------------------- | ----------------------- | -------------------------------------------------------- | ----------------------------------- | ----------- |
| Leningrad Philharmonic Orchestra                                              | Ievgueni Mravinski      | Aprelevka Record Plant, then Melodiya (now on DOREMI CD) | March 27, 1938 (premiere recording) | 78 (now CD) |
| Philadelphia Orchestra                                                        | Leopold Stokowski       | Music & Arts                                             | 1939                                | CD          |
| Cleveland Orchestra                                                           | Artur Rodzinski         | Columbia Records Set M-520                               | 1942                                | 78          |
| New York Philharmonic                                                         | Dimitri Mitropoulos     | Urania                                                   | 1952                                | CD          |
| Philharmonic Symphony Orchestra of London (now London Philharmonic Orchestra) | Artur Rodzinski         | Westminster Hi-Fi, XWN 18001                             | 1954                                | LP          |
| New York Philharmonic                                                         | Leonard Bernstein       | Columbia Records (now Sony Classical)                    | 1959                                | 78 (now CD) |
| Minneapolis Symphony                                                          | Stanislaw Skrowaczewski | Mercury Living Presence SR 90060                         | 1961                                | LP          |
| Moscow Philharmonic Symphony Orchestra                                        | Kiril Kondrashin        | Melodiya                                                 | 1964                                | CD          |
| Hallé Orchestra                                                               | Sir John Barbirolli     | BBC Legends                                              | 1966                                | CD          |
| Philadelphia Orchestra                                                        | Eugene Ormandy          | RCA Victor Red Seal                                      | 1975                                | CD          |
| Chicago Symphony Orchestra                                                    | André Previn            | EMI Classics                                             | 1977                                | CD          |
| New York Philharmonic                                                         | Leonard Bernstein       | Sony Classical                                           | 1979                                | CD          |
| Royal Concertgebouw Orchestra                                                 | Bernard Haitink         | Decca Records                                            | 1981                                | CD          |
| Leningrad Philharmonic Orchestra                                              | Yevgeny Mravinsky       | Erato Records                                            | 1982                                | CD          |
| Berlin Symphony Orchestra                                                     | Kurt Sanderling         | Berlin Classics                                          | 1982                                | CD          |
| USSR Ministry of Culture Symphony Orchestra                                   | Gennady Rozhdestvensky  | Melodiya                                                 | 1984                                | CD          |
| Royal Philharmonic Orchestra                                                  | Vladimir Ashkenazy      | Decca Records                                            | 1987                                | CD          |
| Scottish National Orchestra                                                   | Neeme Järvi             | Chandos                                                  | 1988                                | CD          |
| Atlanta Symphony Orchestra                                                    | Yoel Levi               | Telarc                                                   | 1989                                | CD          |
| Moscow Radio Symphony Orchestra                                               | Vladimir Fedoseyev      | JVC                                                      | 1991                                | CD          |
| Vienna Philharmonic Orchestra                                                 | Sir Georg Solti         | Decca Records                                            | 1993                                | CD          |
| Philadelphia Orchestra                                                        | Riccardo Muti           | EMI Classics                                             | 1993                                | CD          |
| National Symphony Orchestra                                                   | Mstislav Rostropovich   | Teldec                                                   | 1994                                | CD          |
| Royal Philharmonic Orchestra                                                  | Sir Charles Mackerras   | Royal Philharmonic                                       | 1994                                | CD          |
| WDR Symphony Orchestra Cologne                                                | Rudolf Barshai          | Brilliant Classics                                       | 1995-1996                           | CD          |
| Prague Symphony Orchestra                                                     | Maxim Shostakovich      | Supraphon                                                | 1996                                | CD          |
| BBC National Orchestra of Wales                                               | Mark Wigglesworth       | BIS Records                                              | 1996                                | CD          |
| Vienna Philharmonic Orchestra                                                 | Mariss Jansons          | EMI Classics                                             | 1997                                | CD          |
| Philharmonia Orchestra                                                        | Vladimir Ashkenazy      | Signum UK                                                | 2001                                | CD          |
| Orchestra Sinfonica di Milano Giuseppe Verdi                                  | Oleg Caetani            | Arts Music                                               | 2001                                | CD          |
| Kirov Orchestra                                                               | Valery Gergiev          | Philips Classics                                         | 2002                                | CD          |
| London Philharmonic Orchestra                                                 | Kurt Masur              | LPO                                                      | 2004                                | CD          |
| London Symphony Orchestra                                                     | Mstislav Rostropovich   | LSO Live                                                 | 2004                                | CD          |
| St. Petersburg Philharmonic Orchestra                                         | Yuri Temirkanov         | Warner Classics                                          | 2005                                | CD          |
| Russian National Orchestra                                                    | Yakov Kreizberg         | Pentatone                                                | 2006                                | CD          |
| San Francisco Symphony                                                        | Michael Tilson Thomas   | SFS                                                      | 2007                                | DVD         |
| Royal Liverpool Philharmonic Orchestra                                        | Vasily Petrenko         | Naxos Records                                            | 2008                                | CD          |
| Boston Symphony Orchestra                                                     | Andris Nelsons          | Deutsche Grammophon                                      | 2015                                | CD          |
| Pittsburgh Symphony Orchestra                                                 | Manfred Honeck          | Reference Recordings                                     | 2017                                | CD/SACD     |
| London Symphony Orchestra                                                     | Gianandrea Noseda       | LSO Live                                                 | 2020                                | CD/SACD     |

1. ↑  recorded live at Bunka Kaikan, Tokyo, Japan
2. ↑  recorded in Moscow, during start of 1991 Soviet coup d'etat attempt
3. ↑  recorded live in Tokyo
4. ↑  recorded live in Birmingham
5. ↑  recorded live at the BBC Proms, Royal Albert Hall, London
6. ↑  recorded live at Symphony Hall, Boston 11/2015; Winner of 2017 Grammy for Orchestral Performance